# Ellen Silkeborg
Ellen Silkeborg, född 27 juli 1900, död 3 december 1950, var en dansk författare.
Silkeborg författardebuterade 1923 då hon fick en berättelse publicerad i morgontidningen Politiken. Hennes första bok, Mauritius, gavs ut 1928 och var en reseskildring. Hennes första skönlitterära verk var boken Barnet från 1929.
Silkeborg erhöll Emma Bærentzens Legat 1936.